# De Havilland DH.82 Tiger Moth
Le de Havilland DH.82 Tiger Moth est un avion biplan des années 1930 conçu par de Havilland et utilisé entre autres par la Royal Air Force comme avion école de début et d'entraînement. Il restera en service dans la RAF jusqu'en 1952, date à partir de laquelle nombre d'entre eux seront utilisés dans l'aviation légère civile.
En 1935, le DH.82 Queen Bee en sera la version sans pilote et radiocommandée, destinée à servir d'avion-cible. Trois cents de ceux-ci seront en service au début de la Seconde Guerre mondiale.

## Culture populaire
Cet avion apparaît dans le jeu Plane mechanic simulator, où on peut en voir les détails mécaniques.

## Déclinaisons
DH.60T Moth Trainer/Tiger Moth
Version d'entraînement militaire du De Havilland DH.60 Moth. Les huit premiers prototypes d'avion en configuration DH.82 furent baptisés Tiger Moth.
DH.82 Tiger Moth (Tiger Moth I)
Avion d'entraînement primaire biplace. Propulsé par un moteur à pistons de Havilland Gipsy III de 120 ch (89 kW), renommé Tiger Moth I dans la RAF.
DH.82A Tiger Moth (Tiger Moth II)
Avion d'entraînement primaire biplace. Propulsé par un moteur à pistons de Havilland Gipsy Major de 130 ch (97 kW) et équipé d'un capot au-dessus du cockpit arrière pour l'instruction au vol sans visibilité. Nommé Tiger Moth II dans la RAF.
DH.82B Tiger Moth III
Variante améliorée avec un moteur de Havilland Gipsy Major III, équipée d'un fuselage plus large et d'une dérive agrandie. Vola pour la première fois le 1er octobre 1939, un seul exemplaire construit.
DH.82C Tiger Moth
Version pour des opérations par temps froid pour la RCAF. Équipée d'une verrière coulissante en plexiglas, d'un chauffage de cockpit, de freins, roulette de queue et entretoises métalliques. Les roues sont déplacées vers l'avant pour compenser l'installation des freins en modifiant l'angle des jambes de train. Propulsé" par un moteur à pistons de Havilland Gipsy Major de 145 ch (108 kW). 1523 produits construits (y compris Menasco Moths et PT-24).
DH.82C-2 Menasco Moth I
DH.82C équipé du moteur 4 cylindres inversé en ligne Menasco D-4 Super Pirate de 125 ch en raison de la pénurie de moteurs Gipsy Major. En raison de la réduction de puissance, ils ont été utilisés principalement comme entraineur radio. Peut être distingué extérieurement du 82C par la rotation opposée de l'hélice et l'inversion des ouvertures du capot. 10 construits.
DH.82C-4 Menasco Moth II
Semblable au DH.82C-2 mais avec une capacité de carburant réduite et d'autres modifications minimes. Un exemplaires est exposé au Musée de l'aviation et de l'espace du Canada à Ottawa. 125 construits.
DH.82C-4 Menasco Moth III
Équipé d'une radio américaine AT-1 / AR-2 et conçu comme un entraîneur radio dès le départ, mais le projet fut annulé lorsque la pénurie de radios et de moteurs britanniques fut résolue. Le seul exemplaire, RCAF 4934 fut converti en Menasco Moth II.
DH.82 Queen Bee
Une cible radiocommandée sans pilote qui utilisait des ailes de Tiger Moth et par économie, un fuselage en bois basé sur celui du DH.60 Moth était utilisé. Le Queen Bee pouvait être équipé de flotteurs ou de roues. En 2008, le seul Queen Bee en état de vol résidait à RAF Henlow, en Angleterre. 405 furent construits.
PT-24 Moth
Désignation militaire américaine du DH.82C commandé par les Etats-Unis pour l'Aviation royale canadienne dans le cadre du pret bail; 200 furent construits par de Havilland Canada.
Thruxton Jackaroo
Biplan quadriplace à cabine, cellules de DH.82A existantes modifiées en élargissant l'espace entre les longerons du fuselage. 19 furent convertis au Royaume-Uni.
DH.83 Fox Moth
Utilise de nombreux composants du Tiger Moth, y compris les ailes redimensionnées, la queue et le train d'atterrissage avec un nouveau fuselage comprenant une cabine fermée pour les passagers et un cockpit ouvert pour le pilote. Construit au Royaume-Uni avant la Seconde Guerre mondiale et au Canada après la guerre.

## Galerie

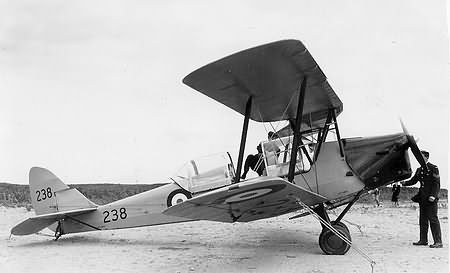
Tiger Moth
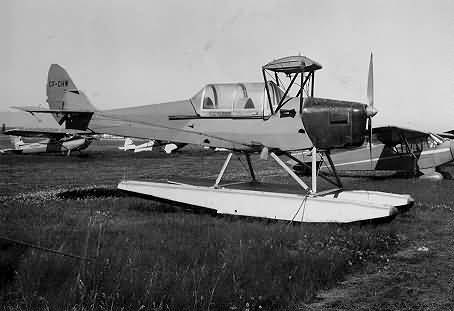
Tiger Moth sur flotteurs
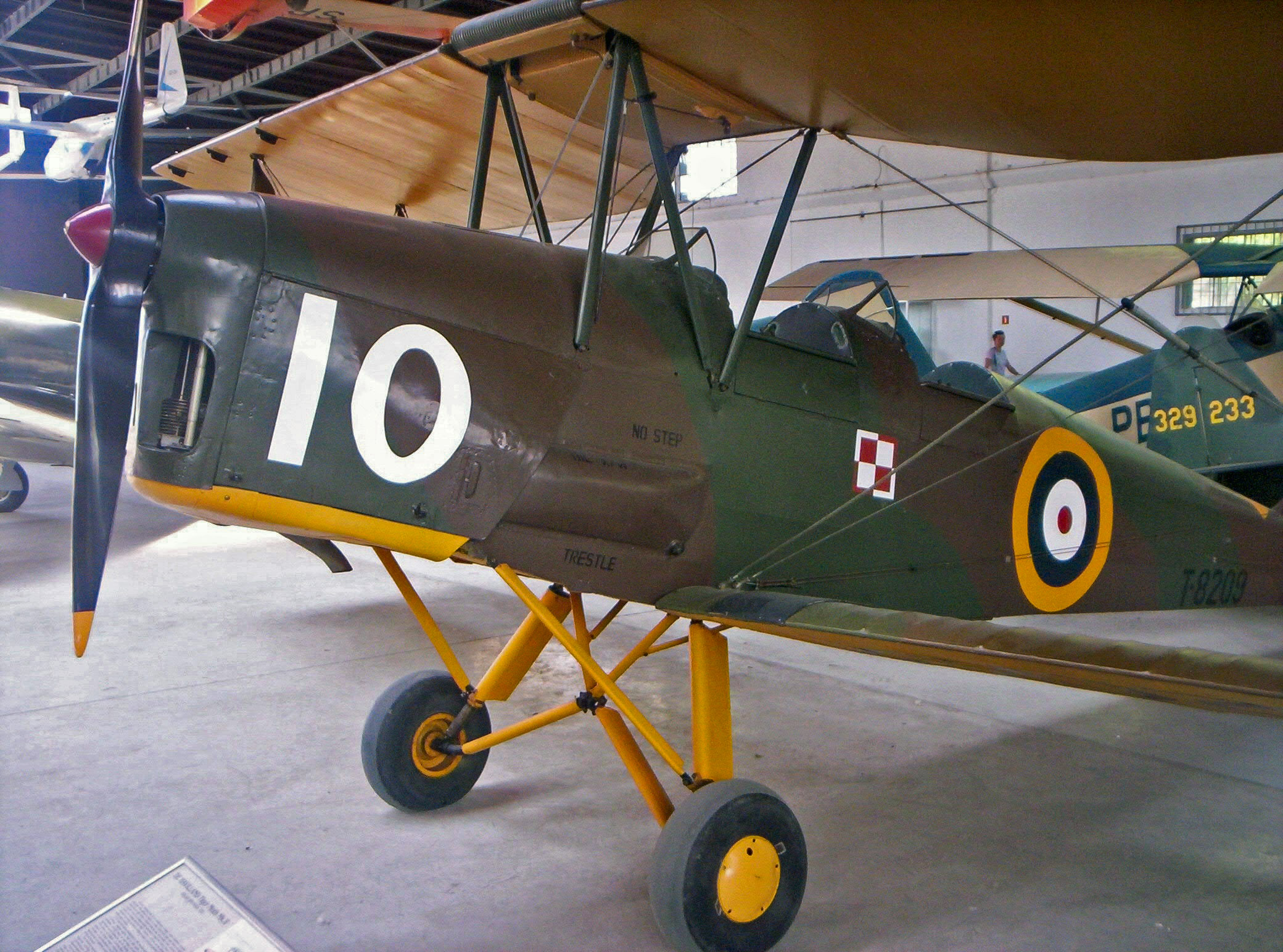
Tiger Moth (Musée de l'aviation polonaise)

### Aéronefs comparables
- Boeing-Stearman Kaydet
- Bücker Bü 131 Jungmann
- Fleet Finch (en)
- Gotha Go 145
- Stampe SV.4
- Polikarpov Po-2